# C/1927 X1 Skjellerup-Maristany
La cometa C/1927 X1 (Skjellerup-Maristany), nota anche come Cometa Skjellerup-Maristany e Grande Cometa del 1927, è una cometa di lungo periodo, che è stata osservata tra la fine del novembre del 1927 e il 28 aprile 1928.
La particolare configurazione tra la Terra, la cometa e il Sole che si realizzò tra il 15 ed il 16 dicembre 1927, rese la cometa particolarmente spettacolare: più brillante di Venere, si avvicinò ad una magnitudine compresa tra -8 e -9 e gli osservatori che schermarono il Sole riuscirono ad osservarla facilmente anche durante il giorno.
La cometa ha una piccola MOID con la Terra.

## Storia osservativa

### Scoperta
La cometa si manifestò nel cielo australe verso la fine del novembre del 1927. Sembrerebbe che sia stata osservata indipendentemente da una decina di osservatori, tra il 28 novembre e il 4 dicembre. C. O'Connell l'osservò la sera del 28 novembre da Marton, in Nuova Zelanda, ma la sua comunicazione non venne notata se non successivamente. Due giorni dopo fu osservata ad occhio nudo dall'astrofilo Thomas Knox da Melbourne, che tenne la notizia per sé per alcuni giorni, pensando che una cometa così luminosa dovesse essere già stata scoperta da altri. Con l'annuncio della scoperta il 5 dicembre emerse che la notte precedente la cometa era stata osservata da numerosi osservatori in Australia e Nuova Zelanda. Tra questi, l'esperto cercatore di comete Frank Skjellerup, che contava la scoperta di 6 comete. Svegliato in piena notte dal proprio gatto, decise di sfruttare l'occasione per eseguire delle osservazioni non programmate con il proprio telescopio rifrattore da 7,6 cm di diametro. Individuò così la cometa come un oggetto della terza magnitudine, ne calcolò la posizione e la comunicò all'osservatorio di Melbourne.
A Skjellerup andò il riconoscimento ufficiale della scoperta, «perché fu apparentemente il primo a determinare una posizione abbastanza accurata [della cometa] e a comunicarla al principale osservatorio del proprio distretto», utilizzando le parole dell'astronomo britannico Andrew Crommelin. Ciononostante, la questione della paternità della scoperta fu molto dibattuta sui giornali locali, perché furono in molti ad individuare la cometa la sera del 4 dicembre. Quando la Donovan Astronomical Trust di Sydney assegnò la medaglia Donovan per tale risultato, furono premiati sia Frank Skjellerup, sia Thomas Knox.
Le scoperte indipendenti continuarono nei giorni seguenti: il 5 dicembre fu scoperta da Rhind da New Plymouth, in Nuova Zelanda, e il 6 dicembre ad occhio nudo dall'Osservatorio di La Plata, in Argentina, da Edmundo Maristany, il cui nome è stato successivamente aggiunto a quello di Skjellerup nella denominazione ufficiale. Andrew Crommelin ha successivamente criticato questa scelta, ritenendo la comunicazione di Maristany tardiva perché meritasse un simile riconoscimento. Il 6 dicembre la cometa aveva raggiunto la seconda magnitudine.

### Osservazioni successive
La cometa si presentava molto vicina al Sole e risultava difficile registrarne la posizione al crepuscolo. Una delle prime orbite calcolate, suggerì che potesse trattarsi del ritorno della cometa 122P/de Vico; l'associazione tuttavia risultò errata.
La luminosità della cometa, di colore dorato, continuò ad aumentare, mentre essa raggiungeva declinazioni più settentrionali. Il 15 dicembre, Frank Skjellerup l'osservò a meno di due gradi dal Sole, tra le 12:55 e le 13:15, in pieno giorno, schermando la vista diretta del Sole con un comignolo. Incredulo lui stesso, pensò addirittura che non sarebbe stato creduto se l'avesse raccontato. Tuttavia, quel giorno Chidambara Ayyar eseguiva osservazioni solari presso l'osservatorio solare di Kodaikanal. Vide quella che credette essere una nuvola molto luminosa in prossimità del Sole, che tuttavia conservò posizione e luminosità più di quanto avrebbe fatto una semplice nuvola. Individuò così anche lui la cometa e la seguì per tre giorni, descrivendola come «una massa nebulosa con un nucleo estremamente brillante da cui partivano due braccia curve e luminose». In quei giorni ci furono nuove scoperte dall'emisfero boreale, anche diurne.
Sebbene le misure della luminosità raggiunta dalla cometa tra il 15 e il 16 dicembre non siano state accuratissime, David Seargent ritiene che possa aver raggiunto una magnitudine compresa tra -8 e -9. Andrew Crommelin la stimò addirittura in -10. La spiegazione di questo fenomeno è stata fornita da Joseph N. Marcus nel 2007: la particolare configurazione geometrica delle posizioni della Terra, del Sole e della cometa, fece sì che questa dirigesse parte della luce incidente sulla sua chioma direttamente verso la Terra. Il fenomeno si è poi ripetuto con la cometa C/2006 P1 (McNaught).
Già il 17 dicembre la cometa era molto meno luminosa, il 18 dicembre transitò per il perielio e il 20 fu registrata l'ultima osservazione diurna da Vienna.
Rimarchevolmente, Carl O. Lampland osservò la cometa nell'infrarosso dall'Osservatorio Lowell dal 16 al 19 dicembre, rilevando la presenza di sodio. Questo primato è stato a lungo dimenticato.
Il 3 gennaio 1928 fu registrata l'ultima osservazione ad occhio nudo; ad inizio febbraio la cometa aveva perso tre magnitudini - risultando della nona magnitudine - ed un'altra la perse entro la fine del mese. Il periodo della sua osservazione si concluse il 28 aprile 1928.